# تلوندي (مقاطعة تشرام)
تلوندي (بالفارسية: تلوندی) هي قرية تقع في قسم سرفارياب الريفي (مقاطعة تشرام) في إيران. يقدر عدد سكانها بـ 109 نسمة بحسب إحصاء 2016.